# Queens of the Stone Age (album)
Queens of the Stone Age è il primo album dell'omonimo gruppo musicale stoner rock statunitense, pubblicato nel 1998.

## Descrizione
Queens of the Stone Age è l'album di debutto della band fondata da Josh Homme dopo lo scioglimento dei Kyuss. Il disco tenta di prendere le distanze dal sound e dall'attitudine dei Kyuss, che aleggia comunque in alcune parti del prodotto. Si differenzia comunque per la varietà di stile dei pezzi. Si passa dal più classico rock (Regular John, Avon, How to handle a rope e Mexicola), al pre-punk dei The Stooges (If only), ad atmosfere psichedeliche (You can't quit me baby). Il pezzo che sicuramente più di tutti ricorda l'era Kyuss è Walking on the sidewalks.
Le differenze con la band capitanata da John Garcia si sentono, anche se non vengono totalmente abbandonate. Le maggiori riguardano soprattutto la voce, con il cantato di Josh Homme che si differenzia nettamente da quello di Garcia, con approcci più melodici e meno aggressivi.
Un disco di esordio che viene accolto in maniera favorevole sia dal pubblico che dalle riviste di settore, e che crea le basi per il successo della band, grazie anche al tour di supporto che inizierà a creare intorno alla band un discreto seguito, nonché buone, anche se non stratosferiche, vendite.

## Tracce
Testi e musiche di Josh Homme e Alfredo Hernández, eccetto dove indicato.
1. Regular John – 4:35 (Josh Homme, Alfredo Hernández, John McBain)
2. Avon – 3:22 (Josh Homme)
3. If Only – 3:20 (Josh Homme)
4. Walking on the Sidewalks – 5:03
5. You Would Know – 4:16
6. How to Handle a Rope – 3:30
7. Mexicola – 4:54 (Josh Homme)
8. Hispanic Impressions – 2:44
9. You Can't Quit Me Baby – 6:34
10. Give the Mule What He Wants – 3:09
11. I Was a Teenage Hand Model – 5:01

Durata totale: 46:28
Ristampa del 2011
1. Regular John – 4:35 (Josh Homme, Alfredo Hernández, John McBain)
2. Avon – 3:22 (Josh Homme)
3. If Only – 3:20 (Josh Homme)
4. Walking on the Sidewalks – 5:03
5. You Would Know – 4:16
6. The Bronze – 3:45 (Josh Homme) – traccia presente nello split-EP The Split CD del 1998
7. How to Handle a Rope (A Lesson in the Lariat) – 3:30
8. Mexicola – 4:54 (Josh Homme)
9. Hispanic Impressions – 2:44
10. You Can't Quit Me Baby – 6:34
11. These Aren't the Droids You're Looking For – 3:07 (Josh Homme) – traccia presente nello split-EP The Split CD del 1998
12. Give the Mule What He Wants – 3:09
13. Spiders and Vinegaroons – 6:27 (Josh Homme) – traccia presente nello split-EP Kyuss/Queens of the Stone Age del 1997
14. I Was a Teenage Hand Model – 5:01

Durata totale: 59:47

## Formazione
Gruppo
- Josh Homme – voce, chitarra, basso e tastiere
- Alfredo Hernández – batteria

Altri musicisti
- Chris Goss – basso e voce (tracce 5 e 10)
- Dave Catching – percussioni (traccia 11)
- Fred Drake – batteria e voce (traccia 11)
- Patrick "Hutch" Hutchinson – pianoforte (traccia 11)

## Classifiche

### Ristampa del 2011
| Classifica (2011) | Posizione massima |
| ----------------- | ----------------- |
| Australia         | 34                |
| Austria           | 75                |
| Belgio (Fiandre)  | 30                |
| Belgio (Vallonia) | 82                |
| Francia           | 138               |
| Irlanda           | 99                |
| Nuova Zelanda     | 25                |
| Paesi Bassi       | 32                |
| Regno Unito       | 48                |
| Stati Uniti       | 122               |
| Svizzera          | 80                |

### Ristampa del 2022
| Classifica (2022) | Posizione massima |
| ----------------- | ----------------- |
| Australia         | 22                |
| Belgio (Fiandre)  | 45                |
| Belgio (Vallonia) | 137               |
| Germania          | 18                |
| Irlanda           | 91                |
| Nuova Zelanda     | 23                |
| Paesi Bassi       | 27                |
| Regno Unito       | 42                |
| Svizzera          | 25                |